# Dżezwa

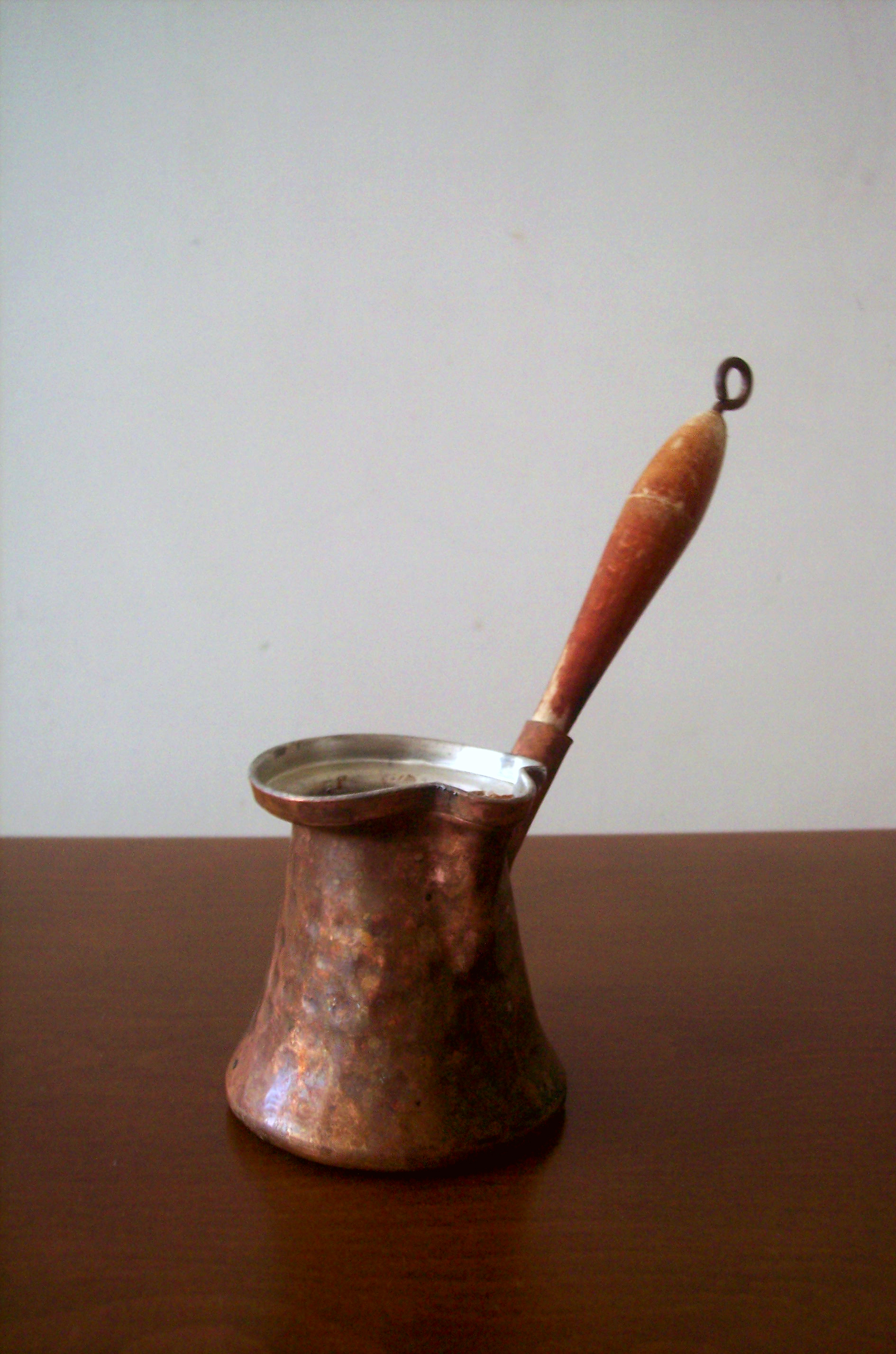
Dżezwa

Dżezwa (tur. cezve, od arab. ja*dh*wa(t), czyli płonący węgiel), potocznie tygielek – rozpowszechnione w Turcji, na Bałkanach, Kaukazie i w Rosji naczynie kuchenne w kształcie kolby stożkowej, zwykle miedziane, wyposażone w długą rączkę i służące do sporządzania kawy po turecku. Mehrdad Kia, pisząc o życiu codziennym w państwie osmańskim, zauważa, że kawę w dżezwie przyrządzano tam już w XVI wieku. 
Przygotowując kawę w dżezwie, naczynie napełnia się zimną wodą, sypie drobno zmieloną kawę, dodaje cukier i stawia na małym ogniu lub, lepiej, zagłębia w łaźni piaskowej. Płyn powinien dwa lub trzy razy podnieść się do brzegu naczynia, a z boku, spod utworzonej grubej warstwy piany, powinna ujść za każdym razem niewielka ilość pary. Kawę z dżezwy nalewa się do malutkich filiżanek, bez odcedzania. Umiejętnie zrobiona kawa również w filiżankach jest pokryta grubą warstwą piany.
Poza Turcją można spotkać dżezwy wykonane z emaliowanej stali.
Nazwy naczynia w innych językach:
- arabski — rakwa lub raqwa, dalla, kanaka
- grecki — briki
- rosyjski — dżezwa lub turka